# لن ساسامن
لئونارد هریس ساسامن (۹ آوریل ۱۹۸۰ – ۳ ژوئیه ۲۰۱۱) یک فناور آمریکایی، حامی حریم خصوصی اطلاعات، و نگهدارنده کد ارسال‌کننده ناشناس Mixmaster و اپراتور ارسال‌کننده randseed بود. بخش زیادی از دوران حرفه‌ای او حول محور رمزنگاری و توسعه پروتکل‌ها می‌چرخید.

## دوران اولیه زندگی و تحصیل
ساسامن در سال ۱۹۹۸ از مدرسه The Hill فارغ‌التحصیل شد. در سن ۱۸ سالگی، او در کارگروه مهندسی اینترنت (IETF) که مسئول پروتکل TCP/IP، زیربنای اینترنت بود، فعالیت می‌کرد. برخی گمان می‌برند که او ممکن است خالق ناشناس شبکه بیت‌کوین باشد. او در نوجوانی به افسردگی مبتلا شد.
در سال ۱۹۹۹، لِن به منطقه خلیج سان‌فرانسیسکو نقل مکان کرد، به سرعت به یکی از اعضای ثابت جامعه سایفرپانک تبدیل شد و با برام کوهن (خالق بیت‌تورنت) زندگی کرد.

## شغل
ساسامن به عنوان معمار امنیت و مهندس ارشد سیستم‌ها در شرکت Anonymizer مشغول به کار بود. او دانشجوی دکتری در دانشگاه کاتولیک لوون در بلژیک و پژوهشگر گروه تحقیقاتی امنیت رایانه و رمزنگاری صنعتی (COSIC) به سرپرستی بارت پرنیل بود. دیوید چام و بارت پرنیل مشاوران او بودند.
ساسامن یک سایفرپانک معروف، رمزنگار و حامی حریم خصوصی بود. او برای Network Associates روی نرم‌افزار رمزنگاری PGP کار می‌کرد، عضو گروه Shmoo بود، به گروه کاری OpenPGP IETF و پروژه گنو پرایوسی گارد کمک می‌کرد و به‌طور مکرر در کنفرانس‌های فناوری مانند دف‌کان حضور داشت.

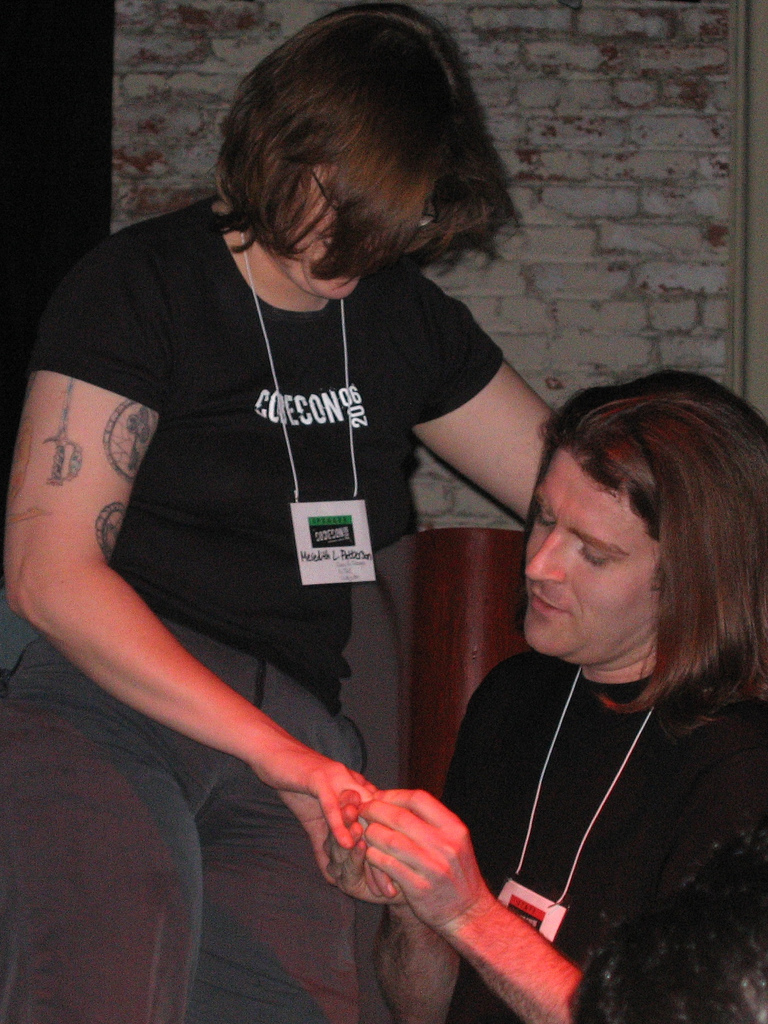
لن یک حلقه کابل کش آبی را در انگشت مِرِدیت می‌ کند.

ساسامن هم‌بنیان‌گذار CodeCon به همراه برام کوهن، هم‌بنیان‌گذار کارگاه HotPETS (با همکاری راجر دینگلداین از تور و توماس هیدت بنجامین) و هم‌نویسنده پروتکل امضای کلید زیمرمن ساسامن بود. او در سن ۲۱ سالگی، سازمان‌دهنده اعتراضات پس از دستگیری برنامه‌نویس روسی، دیمیتری اسکلیاروف بود.
در ۱۱ فوریه ۲۰۰۶، در پنجمین CodeCon، ساسامن به سخنرانی بازگشت و دانشمند کامپیوتر برجسته مِرِدیت ال. پترسون در طول بخش پرسش و پاسخ بعد از ارائه او پیشنهاد ازدواج داد و آن‌ها ازدواج کردند. این زوج در چندین پروژه تحقیقاتی مشترک همکاری کردند، از جمله نقد مشکلات حریم خصوصی در پلتفرم امنیتی بیت‌فراست OLPCو در فوریه ۲۰۱۱ پیشنهادی برای روش‌های رسمی تحلیل ناامنی‌های کامپیوتری ارائه کردند.
استارتاپ فعلی مِرِدیت پترسون، Osogato، با هدف تجاری‌سازی تحقیقات او در زمینه «جستجو با مثال» مبتنی بر ماشین بردار پشتیبانی راه‌اندازی شده است. ساسامن و پترسون اولین محصول Osogato، که یک ابزار پیشنهاد موسیقی قابل دانلود بود را در SuperHappyDevHouse 21 در سان‌فرانسیسکو معرفی کردند.
در سال ۲۰۰۹، دن کامینسکی همراه با ساسامن و پترسون، در کنفرانس بلک‌هت در لاس وگاس، کار مشترکی را ارائه دادند که شامل چندین روش برای حمله به زیرساخت مرجع گواهینامه X.509 بود. با استفاده از این تکنیک‌ها، تیم نشان داد که چگونه یک مهاجم می‌تواند گواهینامه‌ای دریافت کند که مشتریان آن را برای دامنه‌هایی که مهاجم کنترل نمی‌کند معتبر بدانند.

وبسایت Bitcoin.com مقاله‌ای منتشر کرد که ساسامن را به عنوان ساتوشی ناکاموتو معرفی می‌کند.

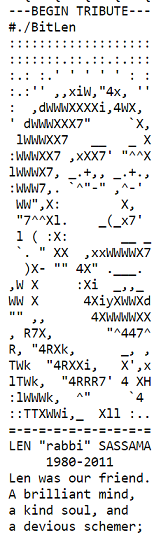
یادبود لن در بلاک چین بیت کوین

## مرگ
گزارش شده است که ساسامن در ۳ ژوئیه ۲۰۱۱ درگذشت. پترسون گزارش داد که مرگ همسرش یک خودکشی بوده است.
در یک ارائه که توسط کامینسکی در کنفرانس بلک‌هت در سال ۲۰۱۱ انجام شد، فاش شد که یک پیام یادبود و ادای احترام به ساسامن به‌طور دائمی در بلاک‌چین بیت‌کوین جاسازی شده است.

## پیوندبه‌بیرون
- Sassaman's home page توسط Wayback Machine (بایگانی‌شده ژوئیه ۶, ۲۰۱۱)
- Sassaman's former blog توسط Wayback Machine (بایگانی‌شده آوریل ۶, ۲۰۰۹)
- Archive of Len Sassaman's homepage from July 2011